# Чемпионат Европы по волейболу среди женщин 1987
15-й чемпионат Европы по волейболу среди женщин прошёл с 25 сентября по 3 октября 1987 года в трёх городах Бельгии (Генте, Одергеме, Эйпене) с участием 12 национальных сборных команд. Чемпионский титул во второй раз в своей истории выиграла сборная ГДР.

## Команды-участницы
Бельгия — страна-организатор;
СССР, ГДР, Нидерланды — по итогам чемпионата Европы 1985 года;
Чехословакия, Болгария, ФРГ, Польша, Румыния, Италия, Венгрия, Франция — по итогам квалификации.

## Система проведения чемпионата
12 финалистов чемпионата Европы на предварительном этапе были разбиты на две группы. По две лучшие команды из групп стали участниками плей-офф за 1—4-е места. Итоговые 5—8-е и 9—12-е места также по системе плей-офф разыграли команды, занявшие в группах соответственно 3—4-е и 5—6-е места.

## Города
Соревнования прошли в трёх городах Бельгии — Генте, Одергеме и Эйпене.
- Гент.

В Генте прошли матчи группы «В» предварительного этапа и плей-офф за 1—4 места.
- Одергем.

В Одергеме прошли матчи плей-офф за 5—8 и 9—12 места.
- Эйпен.

В Эйпене прошли матчи группы «А» предварительного этапа.

## Предварительный этап

### Группа А
Эйпен
| М | Команда      | 1   | 2   | 3   | 4   | 5   | 6   | И | В | П | С/П   | О  |
| - | ------------ | --- | --- | --- | --- | --- | --- | - | - | - | ----- | -- |
| 1 | СССР         |     | 3:1 | 3:1 | 3:0 | 3:0 | 3:0 | 5 | 5 | 0 | 15:2  | 10 |
| 2 | Чехословакия | 1:3 |     | 3:1 | 0:3 | 3:1 | 3:0 | 5 | 3 | 2 | 10:8  | 8  |
| 3 | Нидерланды   | 1:3 | 1:3 |     | 3:1 | 3:2 | 3:1 | 5 | 3 | 2 | 11:10 | 8  |
| 4 | Италия       | 0:3 | 3:0 | 1:3 |     | 3:2 | 1:3 | 5 | 2 | 3 | 8:11  | 7  |
| 5 | ФРГ          | 0:3 | 1:3 | 2:3 | 2:3 |     | 3:0 | 5 | 1 | 4 | 8:12  | 6  |
| 6 | Польша       | 0:3 | 0:3 | 1:3 | 3:1 | 0:3 |     | 5 | 1 | 4 | 4:13  | 6  |

25 сентября: СССР — Чехословакия 3:1 (15:13, 11:15, 15:1, 15:2); Нидерланды — Польша 3:1 (14:16, 15:11, 15:11, 15:7); Италия — ФРГ 3:2 (15:7, 12:15, 9:15, 15:7, 15:12).
26 сентября: СССР — ФРГ 3:0 (15:7, 15:3, 15:6); Чехословакия — Нидерланды 3:1 (15:11, 12:15, 15:10, 15:1); Польша — Италия 3:1 (7:15, 15:13, 15:9, 15:7).
27 сентября: Чехословакия — ФРГ 3:1 (15:11, 14:16, 15:10, 15:9); Нидерланды — Италия 3:1 (15:4, 15:12, 13:15, 15:9); СССР — Польша 3:0 (15:3, 15:2, 15:6).
29 сентября: СССР — Италия 3:0 (15:9, 15:4, 15:1); Чехословакия — Польша 3:0 (15:3, 15:13, 15:5); Нидерланды — ФРГ 3:2 (8:15, 7:15, 15:13, 15:5, 15:11).
30 сентября: Италия — Чехословакия 3:0 (15:11, 15:8, 15:4); ФРГ — Польша 3:0 (15:13, 15:13, 15:9); СССР — Нидерланды 3:1 (15:10, 15:4, 13:15, 15:2).

### Группа В
Гент
| М | Команда  | 1   | 2   | 3   | 4   | 5   | 6   | И | В | П | С/П  | О  |
| - | -------- | --- | --- | --- | --- | --- | --- | - | - | - | ---- | -- |
| 1 | ГДР      |     | 3:0 | 3:0 | 3:0 | 3:0 | 3:0 | 5 | 5 | 0 | 15:0 | 10 |
| 2 | Болгария | 0:3 |     | 3:0 | 3:0 | 3:0 | 3:0 | 5 | 4 | 1 | 12:3 | 9  |
| 3 | Франция  | 0:3 | 0:3 |     | 3:0 | 3:2 | 3:0 | 5 | 3 | 2 | 9:8  | 8  |
| 4 | Румыния  | 0:3 | 0:3 | 0:3 |     | 3:1 | 3:0 | 5 | 2 | 3 | 6:10 | 7  |
| 5 | Венгрия  | 0:3 | 0:3 | 2:3 | 1:3 |     | 3:0 | 5 | 1 | 4 | 6:12 | 6  |
| 6 | Бельгия  | 0:3 | 0:3 | 0:3 | 0:3 | 0:3 |     | 5 | 0 | 5 | 0:15 | 5  |

25 сентября: ГДР — Болгария 3:0 (15:11, 16:14, 15:9); Румыния — Бельгия 3:0 (15:9, 15:3, 15:9); Франция — Венгрия 3:2 (15:12, 15:10, 15:17, 11:15, 15:12).
26 сентября: Болгария — Румыния 3:0 (15:7, 15:11, 15:7); Венгрия — Бельгия 3:0 (15:7, 15:13, 15:3); ГДР — Франция 3:0 (15:1, 15:8, 15:8).
27 сентября: Болгария — Бельгия 3:0 (15:11, 15:2, 15:7); Франция — Румыния 3:0 (15:12, 15:6, 15:8); ГДР — Венгрия 3:0 (15:8, 15:6, 15:6).
29 сентября: Болгария — Венгрия 3:0 (15:7, 15:9, 15:13); ГДР — Румыния 3:0 (15:2, 15:9, 15:10); Франция — Бельгия 3:0 (15:2, 15:6, 15:6).
30 сентября: Болгария — Франция 3:0 (15:9, 15:3, 15:10); Румыния — Венгрия 3:1 (15:10, 15:10, 8:15, 15:5); ГДР — Бельгия 3:0 (15:4, 15:6, 15:6).

## Плей-офф
Гент/Одергем

### Полуфинал за 1—4 места
2 октября. Гент
СССР — Болгария 3:0 (15:9, 15:6, 15:10)
ГДР — Чехословакия 3:0 (15:9, 15:13, 15:2)

### Полуфинал за 5—8 места
2 октября. Одергем
Италия — Франция 3:0 (15:10, 15:13, 15:6)
Нидерланды — Румыния 3:2 (15:5, 10:15, 11:15, 15:13, 15:9)

### Полуфинал за 9—12 места
2 октября. Одергем
Венгрия — Польша 3:0 (15:10, 15:6, 15:10)
ФРГ — Бельгия 3:0 (15:9, 15:5, 15:8)

### Матч за 11-е место
3 октября. Одергем
Польша — Бельгия 3:0 (15:6, 15:9, 15:11)

### Матч за 9-е место
3 октября. Одергем
ФРГ — Венгрия 3:1 (15:4, 15:9, 13:15, 15:10)

### Матч за 7-е место
3 октября. Одергем
Франция — Румыния 3:2 (15:12, 15:17, 15:10, 11:15, 15:12)

### Матч за 5-е место
3 октября. Одергем
Нидерланды — Италия 3:1 (15:5, 15:12, 12:15, 15:13)

### Матч за 3-е место
3 октября. Гент
Чехословакия — Болгария 3:0 (15:10, 15:10, 15:12)

### Финал
3 октября. Гент
ГДР — СССР 3:2 (8:15, 15:9, 18:20, 15:9, 15:11)

## Итоги

### Положение команд
| ГДР           | 7. Франция  |
| СССР          | 8. Румыния  |
| Чехословакия  | 9. ФРГ      |
| 4. Болгария   | 10. Венгрия |
| 5. Нидерланды | 11. Польша  |
| 6. Италия     | 12. Бельгия |

### Призёры
ГДР: Ариане Радфан, Майке Арльт, Моника Бой, Грит Йенсен, Анке Линдеман, Дорте Штюдеман, Уте Ольденбург, Сусанне Ламе, Катрин Лангшвагер, Хайке Йенсен, Штеффи Шмидт, Катлин Бонат. Главный тренер — Зигфрид Кёлер.
  СССР: Елена Волкова, Светлана Сафронова, Ирина Пархомчук, Валентина Огиенко, Елена Овчинникова, Дина Качалова, Марина Кумыш, Ольга Кривошеева, Ирина Горбатюк, Марина Кирьякова, Ирина Смирнова, Марина Никулина. Главный тренер — Владимир Паткин.
  Чехословакия: Даниэла Кунакова, Ева Досталова, Леона Голдемундова, Владимира Голубова, Станислава Кралова, Татьяна Кремпаска, Романа Кумпохова, Симона Манделова, Ивана Матейчикова, Павлина Шенолдова, Ева Трыкова, Люция Вацлавикова. Главный тренер — Йозеф Столаржик.

### Индивидуальные призы
MVP:  Люция Вацлавикова
Лучшая нападающая:  Елена Волкова
Лучшая связующая:  Дорте Штюдеман